# スマート・＃1
スマート・＃1（ハッシュタグ ワン）は、スマートが販売するコンパクトEVである。

## 概要

### 発表から量産まで
＃1は、スマートが2019年にダイムラーと浙江吉利控股集団の合弁会社となって以来、初の量産モデルとなる。2021年9月のIAAモビリティにてコンセプトモデルである「コンセプト＃1」が発表され、量産モデルは2022年4月にベルリンにて初公開された。
量産は中国・西安に建設された新工場で行われる。中国では2022年9月、ヨーロッパでは2023年初旬にそれぞれ納車が開始された。

### 設計
＃1はBセグメント相当のコンパクトCUVである。吉利汽車の開発したSEAプラットフォームを採用し、同じプラットフォームを採用するZeekr・001やボルボ・EX30などは兄弟車に相当する。
車両はメルセデス・ベンツと吉利汽車の合同チームにより開発され、内外装のデザインはメルセデス・ベンツのチーム、テクノロジーと生産は吉利のチームが担当した。
ボディ設計においてはエアロダイナミクスが重視され、重慶の中国自動車工学研究所にて空力試験を実施しながら設計された。その結果、Cd値は0.29にまで低減された。
2022年8月の成都モーターショーにて、ブラバスがデザインを手掛けた上級グレード「＃1ブラバス」が発表された。フロントにモータが1基追加されたツインモーター仕様となり、最高出力は315kW（428ps）、最大トルクは584Nmで、0-100加速は3.9秒に到達する。エアロパーツやホイール、トリムなどがブラバス専用デザインとなる。

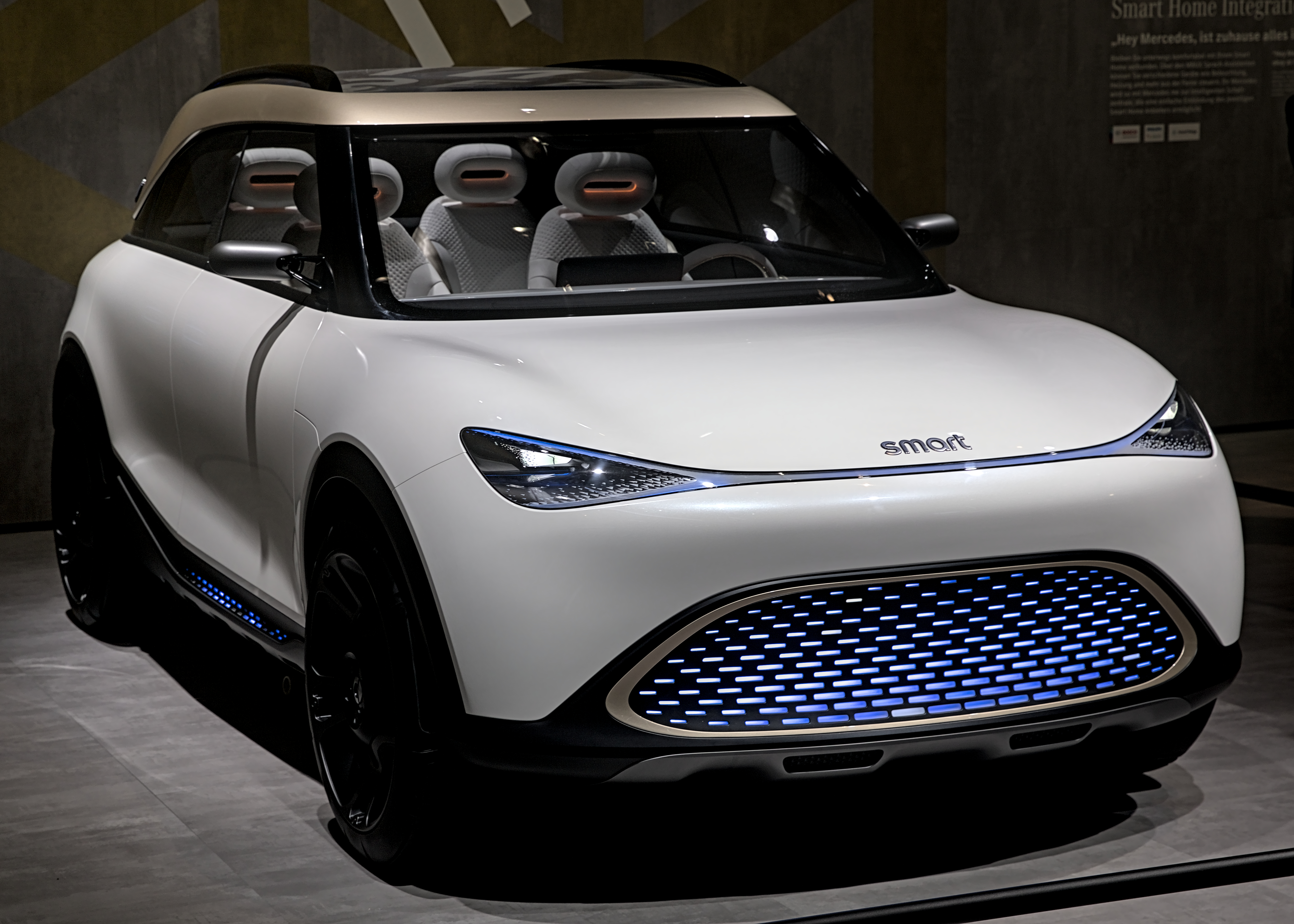
コンセプト＃1
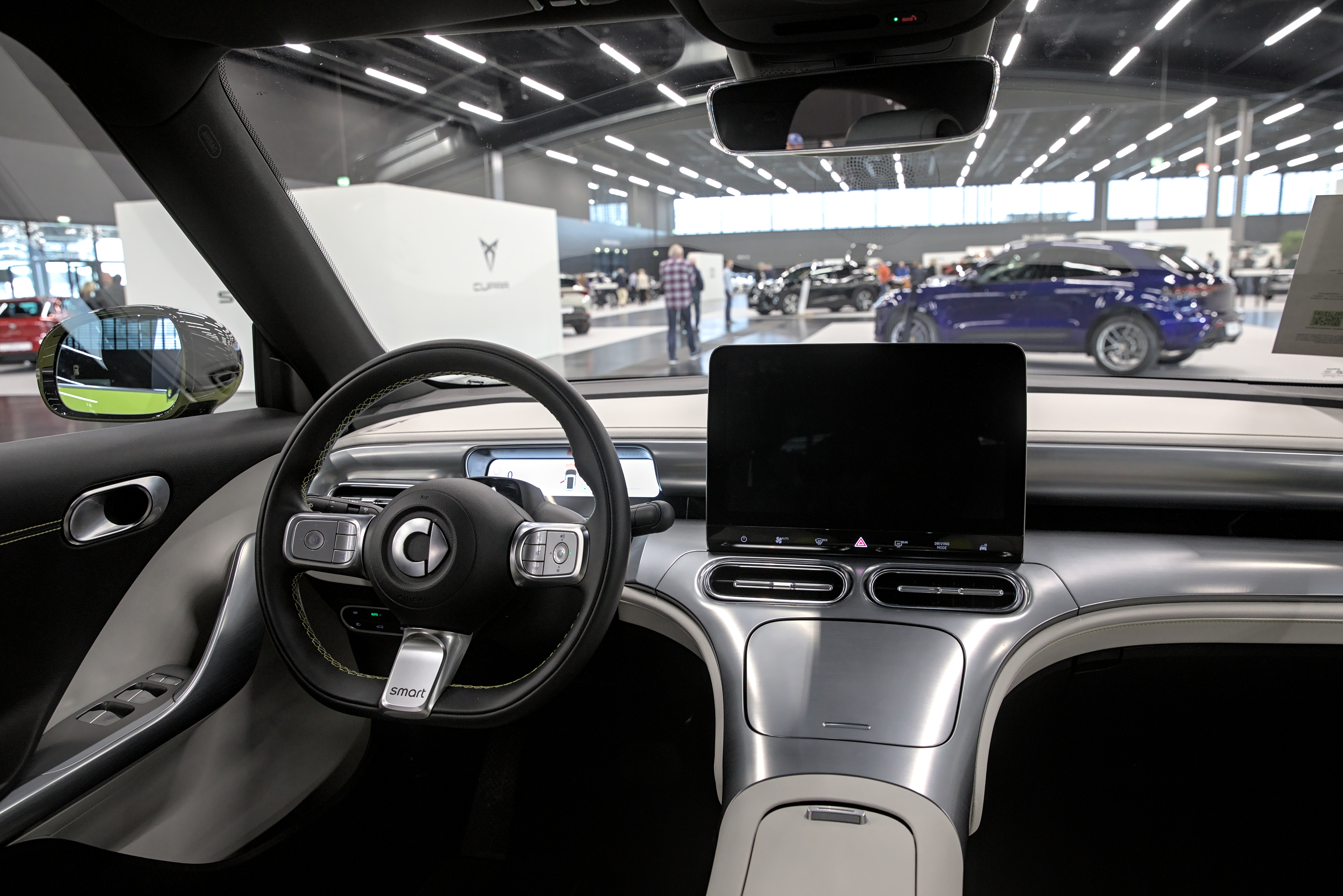
インテリア
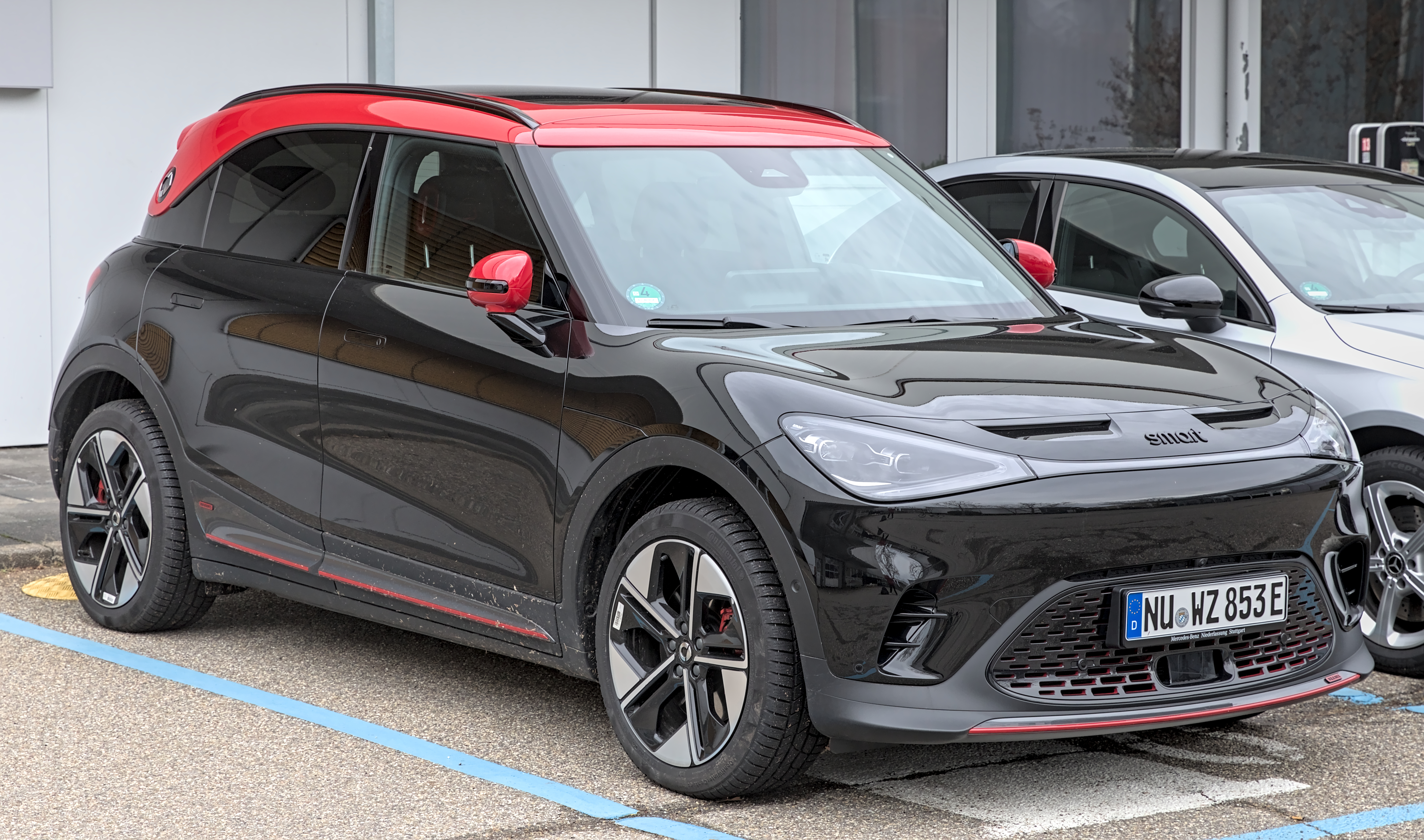
＃1ブラバス

## 動力
♯1のRWD仕様にはリヤに1基、4WD仕様には前後に1基ずつの同期モーターが搭載される。ツインモーター仕様の最高出力は315kW（428ps）。基本グレードには49kWhのLFPリチウムイオンバッテリーが、上位グレードには66kWhのNMCリチウムイオンバッテリーが搭載される。
| モデル                 | 駆動方式 | 最高出力        | 最大トルク | バッテリー容量 | WLTP航続距離 |
| ---------------------- | -------- | --------------- | ---------- | -------------- | ------------ |
| プロ                   | RWD      | 200 kW (272 ps) | 343 Nm     | 49 kWh         | 310 km       |
| プロ+                  | RWD      | 200 kW (272 ps) | 384 Nm     | 66 kWh         | 420 km       |
| プレミアム             | RWD      | 200 kW (272 ps) | 343 Nm     | 66 kWh         | 440 km       |
| ローンチ・エディション | RWD      | 200 kW (272 ps) | 343 Nm     | 66 kWh         | 400 km       |
| パルス                 | 4WD      | 315 kW (428 ps) | 584 Nm     | 66 kWh         | 400 km       |
| ブラバス               | 4WD      | 315 kW (428 ps) | 584 Nm     | 66 kWh         | 400 km       |

## 評価
♯1は2023年にレッド・ドット・デザイン賞とIFデザイン賞を受賞した。
同年、ドイツの自動車雑誌Auto Bildが主催するゴールデン・ステアリング・ホイール賞にて「Best Car under 50,000 euros賞」を受賞した。